# Élections générales ontariennes de 1934
L'élection générale ontarienne de 1934 (la 19e élection générale dans la province de l'Ontario (Canada) depuis la confédération canadienne de 1867) se déroule le 19 juin 1934 afin d'élire les députés à l'Assemblée législative de l'Ontario.
Le Parti libéral de l'Ontario, dirigé par Mitchell Hepburn, remporte la victoire d'un gouvernement majoritaire, défaisant le Parti conservateur au pouvoir et dirigé par George Stewart Henry. Hepburn reçoit l'aide du bloc de députés progressistes de Harry Nixon, qui participent à l'élection sous la bannière libérale-progressiste avec l'entente qu'ils appuieront un gouvernement dirigé par Hepburn. Nixon devient lui-même un des principaux ministres du gouvernement Hepburn.
Les libéraux remportent une solide majorité à l'Assemblée législative, tandis que les conservateurs perdent 80 % des sièges qu'ils avaient remporté à l'élection précédente.
La Co-operative Commonwealth Federation remporte un siège à l'Assemblée législative pour la toute première fois avec l'élection de Samuel Lawrence dans Hamilton-Est.

## Résultats
| Parti libéral | Parti conservateur | Libéral-progressiste | CCF     | Ouvrier | United Farmers | Indépendant |
| 65 sièges     | 17 sièges          | 4 sièges             | 1 siège | 1 siège | 1 siège        | 1 siège     |
| ^             |                    |                      |         |         |                |             |
| majorité      |                    |                      |         |         |                |             |

| Parti | Parti                    | Chef                 | Sièges | Sièges | Sièges  | Voix   | Voix    | Voix |
| ----- | ------------------------ | -------------------- | ------ | ------ | ------- | ------ | ------- | ---- |
| Parti | Parti                    | Chef                 | 1929   | Élus   | % Diff. | %      | % Diff. |      |
|       | Libéral                  | Mitchell Hepburn     | 13     | 65     | +400 %  | 50,4 % | +17,6 % |      |
|       | Conservateur             | George Stewart Henry | 90     | 17     | -81,1 % | 39,8 % | -19,0 % |      |
|       | Libéral-progressiste1    | Harry Nixon          | 1      | 4      | +300 %1 |        |         |      |
|       | CCF                      | E. B. (Ted) Jolliffe | *      | 1      | *       | 7,0 %  | *       |      |
|       | Ouvrier                  |                      | 1      | 1      | -       |        |         |      |
|       | United Farmers           | Farquhar Oliver      | 1      | 1      | -       |        |         |      |
|       | Indépendant              |                      | -      | 1      |         |        |         |      |
|       | Progressiste             |                      | 4      | *      | -100 %  | *      | *       |      |
|       | Conservateur Indépendant |                      | 2      | -      | +400 %  |        |         |      |
| Total | Total                    | Total                | 112    | 90     | –19,6 % | 100 %  |         |      |

Note :
* N'a pas présenté de candidats lors de l'élection précédente.
1 4 progressistes et 1 libéral-progressiste sont élus en 1929. Dans l'élection de 1934, le chef progressiste Harry Nixon mène le parti dans une coalition avec les libéraux sous le nom de « libéral-progressiste ». Bien qu'il y ait donc trois libéraux-progressistes de plus en 1934 qu'en 1929, il y en fait eu perte d'un siège lorsqu'on prend en compte les députés progressistes élus en 1929.

## Source
- (en) Cet article est partiellement ou en totalité issu de l’article de Wikipédia en anglais intitulé « Ontario general election, 1934 » (voir la liste des auteurs).